# Leptopelis brevipes
Leptopelis brevipes és una espècie de granota de la família dels hiperòlids. Es dubta de la validesa taxonòmica de l'espècie. Només es coneix de la localitat de Musola a l'illa de Bioko, a Guinea Equatorial. Es desconeix el volum poblacional i no hi ha albiraments recents.
Probablement es tracta d'una espècie forestal i probablement té un desenvolupament directe. Tot i això, en realitat es desconeix l'hàbitat i ecologia de l'espècie.